# 등왕각

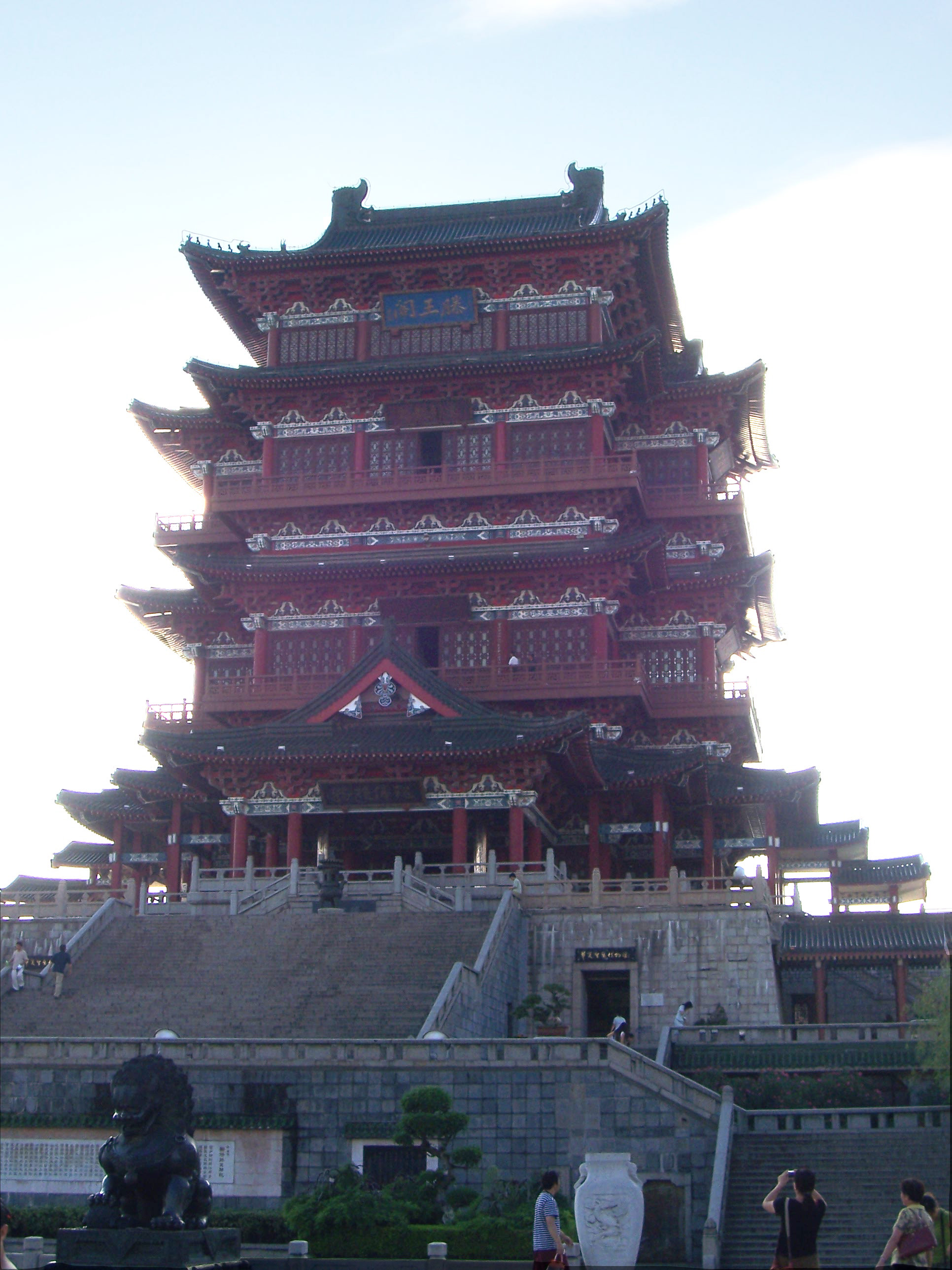
등왕각

등왕각(중국어 간체자: 滕王阁, 정체자: 滕王閣, 병음: Téngwánggé 텅왕거[*])은 중화인민공화국 장시성 난창에 있는 누각이다. 웨양의 악양루, 우한의 황학루와 함께, 《강남 3대누각》으로 불린다.

## 역사
당나라 때인 653년(영휘 4년) 당시 이 땅에 봉해진 이원영(당 고조의 22번째 아들)의 도락에 의해서 지어졌다. 그는 처음은 등현(현재의 산둥성 등주시)에 봉토되었기 때문에 《등왕》으로 불렸고, 이것 때문에 《등왕각》으로 불린다. 전란 등에 의해 수차례 파괴되었다. 청나라 동치 연간에 28번째의 재건을 했지만 1929년에 군벌들 간의 전쟁으로 파괴되어 방치되어 있었다. 현재의 것은 1989년에 재건된 것으로 29번째의 재건을 한 것이다.
강의 부근에 지어져 있어 누각에서 거리를 내려다 볼 수 있다.

## 같이 보기
- 이원영
- 왕보
- 황학루
- 악양루